# Adel al Jubeir
Adel bin Ahmed al Jubeir (en árabe: عادل بن أحمد الجبير‎; Al Majma'ah, 1 de febrero de 1962) es un diplomático saudí. Fue ministro de Relaciones Exteriores de Arabia Saudita del 29 de abril de 2015 al 27 de diciembre de 2018, siendo la primera persona en ocupar este cargo sin pertenecer a la Casa de Saud. Anteriormente fue embajador saudí en los Estados Unidos desde 2007 hasta 2015, y además era un consejero de asuntos extranjeros del último rey saudí Abdalá bin Abdelaziz.

## Trayectoria
Obtuvo un bachiller en artes summa cum laude en ciencia política y ciencia económica de la Universidad del Norte de Texas y una maestría en relaciones internacionales de la Universidad de Georgetown en 1984.

## Ministro
Hablando del programa nuclear de Irán, al Jubeir dijo que pareció que el Plan de Acción Conjunto y Completo sí tenía las medidas necesarias para restringir la posibilidad que Irán obtuviera un arma nuclear. 
Después de ocurrir la intervención militar rusa en la Guerra Civil Siria en 2015 en apoyo al presidente actual de Siria Bashar al-Ásad, al-Jubeir dijo «No hay futuro por Ásad en Siria»“. Prosiguió que si Ásad no se retirara como parte de una transición política, Arabia Saudita abrazaría una opción militar, «la cual terminaría con la destitución de Bashar al-Ásad del poder».
En enero de 2016 Jubeir anunció la ruptura de relaciones diplomáticas con Irán después de las protestas en Irán sobre la ejecución de Nimr Baqr al-Nimr, el clérigo Chií por parte de Arabia Saudita.

## Enlaces externos

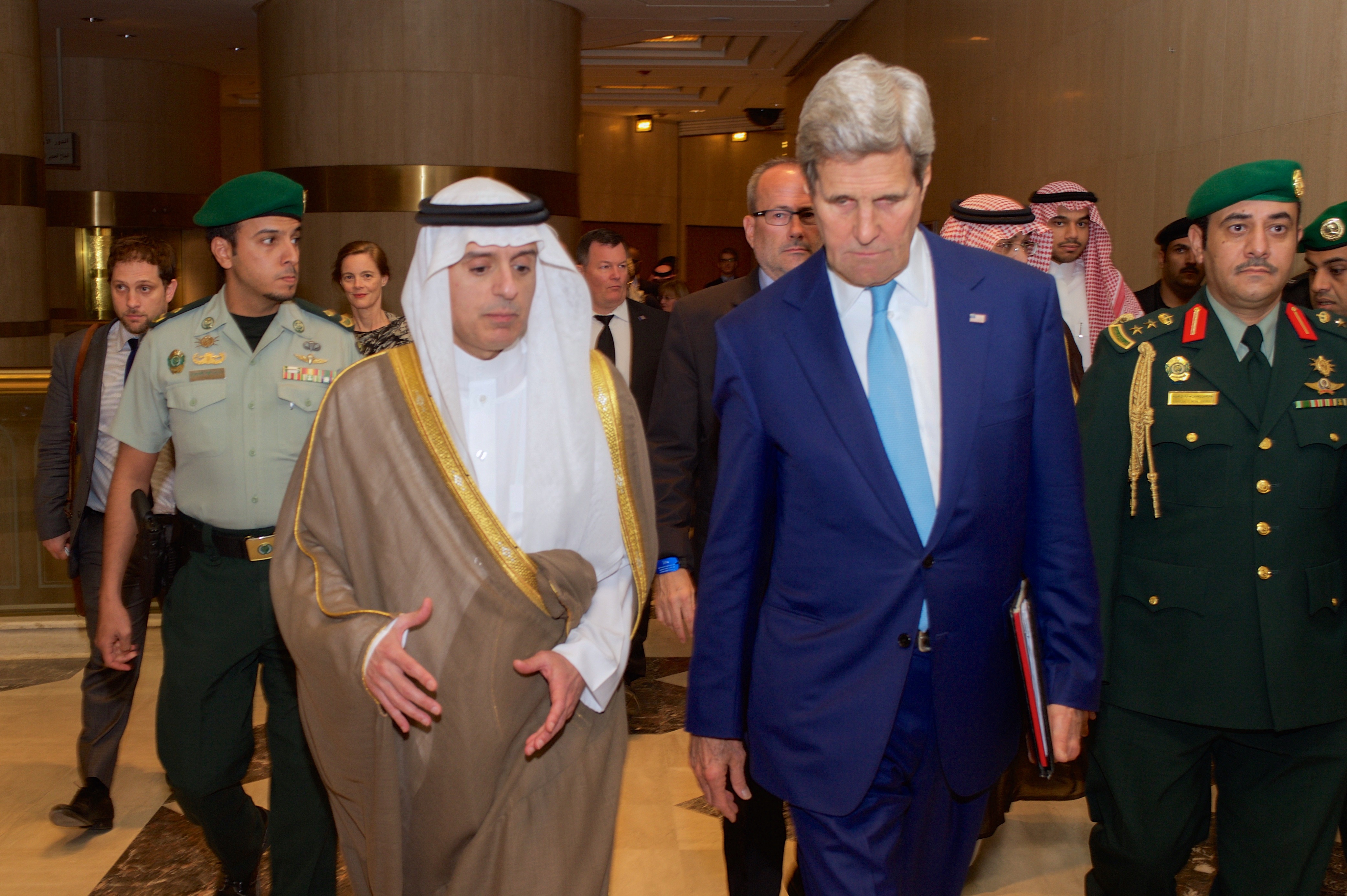
Con John Kerry, Secretario de Estado de Los Estados Unidos, en Riad, el 6 de mayo de 2015

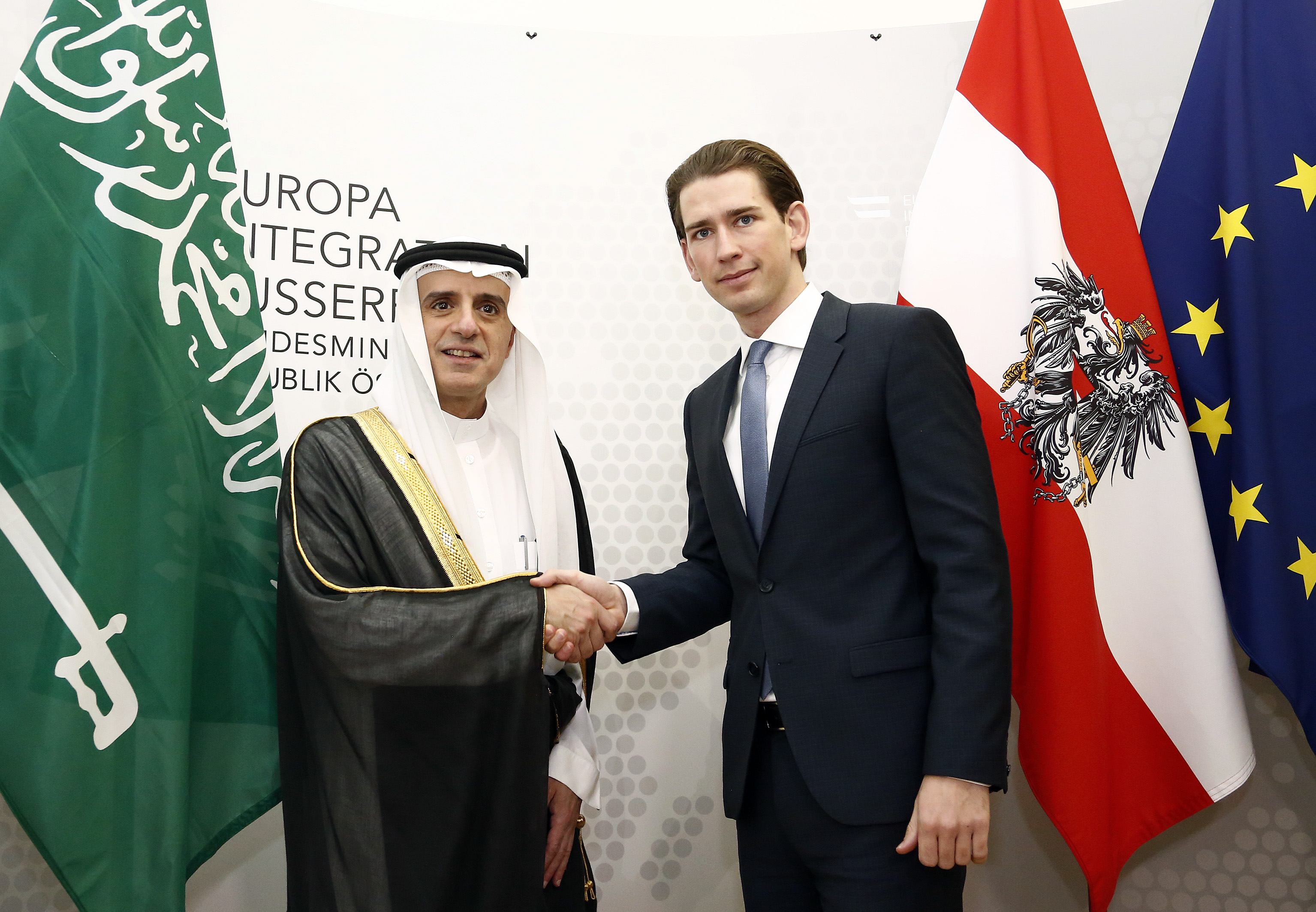
Con Sebastian Kurz